# Komarove, Stara Vîjivka
Komarove (în ucraineană Комарове) este un sat în comuna Solovii din raionul Stara Vîjivka, regiunea Volînia, Ucraina.

## Demografie
Componența lingvistică a localității Komarove
     Ucraineană (99,6%)
     Alte limbi (0,4%)
Conform recensământului din 2001, majoritatea populației localității Komarove era vorbitoare de ucraineană (99,6%), existând în minoritate și vorbitori de alte limbi.